# Brochet MB-30
Le Brochet MB-30 était un avion de sport monoplace français de l'entre-deux-guerres. Dessiné par Maurice Brochet, il n'a été construit qu'à trois exemplaires, les projets de production de série pour l'aviation populaire ayant échoué.

## Brochet MB-30
Surnommé le Petit Brochet, c’était en fait un MB-20 à moteur tractif. L’appareil se présentait donc comme un monoplan parasol à train classique fixe à large voie. La voilure réalisée en deux éléments affectés un dièdre de 3 % et une flèche de 3,5°, était construite en bois avec revêtement entoilé, et comportait deux ailerons de 3 m d’envergure. Le fuselage était entièrement en bois, revêtement compris. Il comportait à l’avant un profilé en duralumin terminé à l’avant par la ferrure servant de bâti-moteur, et qui joignait le fuselage à l’aile. Le poste de pilotage se trouvait sous le bord de fuite, échancré, l’étambot supportant la béquille, un stabilisateur trapézoïdal classique et une gouverne de direction sans plan fixe. L’ensemble reposait sur un train sans essieu.
Après un vol de 15 min le 30 août 1934 par Pierre Pharabod, les essais véritables débutent le 11 septembre à Toussus-le-Noble. Mis à part un problème de réglage des ailerons, trop durs à l’origine, l’appareil était sain et fut rapidement apprécié. Durant un an et demi il effectua de nombreuses démonstrations sur les terrains de la région parisienne. En 1935 un second MB-30 fut réalisé pour l’Aéro-Club de Paris et exposé au Salon de l’Aviation d’amateur organisé du 4 au 20 octobre 1935 par le RSA. Ces deux appareils ont survécu à la Seconde Guerre mondiale et furent portés sur le registre français avec les immatriculations CNRA F-PEAS et F-PHFI.

## Brochet MB-31
En mai 1936 Thierry Prieur, industriel parisien se présentant au nom d’une société à constituer devant commercialiser l’appareil sous le nom de Libellule, acheta pour 18 000 francs une troisième cellule, à livrer aux ateliers Letord à Meudon avec les plans et gabarits. Répondant aux exigences du programme de l’aviation légère, cet appareil fut exposé au XVe Salon de l’aéronautique au Grand Palais en 1936 avec un moteur bicylindre Mengin de 32 ch sous l’appellation ‘Letord-Brochet’.
Il fallut attendre 1947 pour entendre à nouveau parler de cet appareil, année durant laquelle il fut racheté par M. Jarry, un amateur de Brie-Comte-Robert qui en entreprit la remise en état avec l’aide de Maurice Brochet. Il prit l’air avec un moteur Poinsard de 25 ch et l’immatriculation F-WEAJ, puis reçut un Salmson 9AD de 40 ch et fut rebaptisé MB-31 avec une certification CNRA (F-PEAJ).

## Sources
1. ↑  « Avions Maurice Brochet Neauphle Le Chateau », sur avions.brochet.free.fr (consulté le 18 avril 2023).
2. ↑  « Avions Maurice Brochet Neauphle Le Chateau », sur avions.brochet.free.fr (consulté le 18 avril 2023).